# 우쓰노미야 사부로

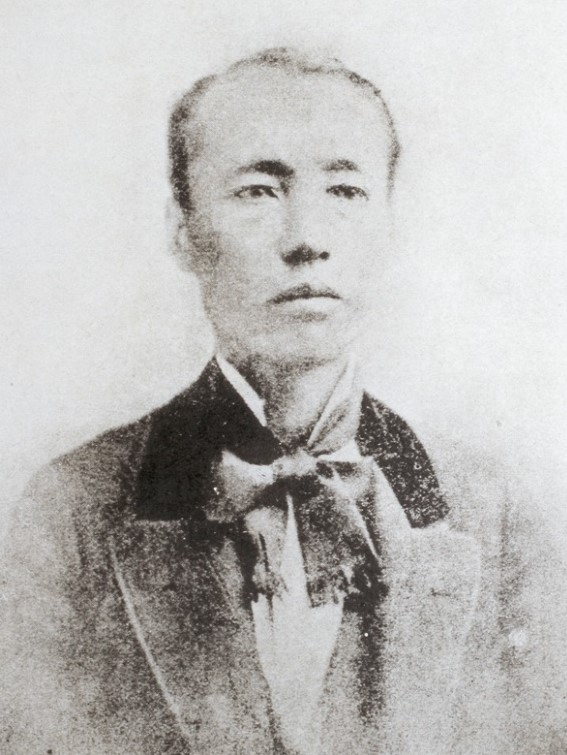
우쓰노미야 사부로

우쓰노미야 사부로(宇都宮 三郎, うつのみや さぶろう, 1834년 11월 15일 - 1902년)는 막말 · 메이지 초기의 양학자, 군사학자 과학자 공학자이다.

## 약력
오와리번 神谷半右衛門義重의 셋째 아들로 나고야에서 태어났다. 15세에 아버지의 은거로 형이 집안을 이어받자 원래 성인 우쓰노미야로 돌아갔다. 코슈류 군사학(甲州流軍学)과 전통 포술을 배우다가 서양 포술에 관심을 가지고 上田帯刀의 제자가 되어 난학자들과 교류를 시작했다. 柳河春三과 함께 공부했다.
페리 내항 후 에도에 불려가 오와리 번저에 포대를 쌓고 착발탄(着発弾) 개발을 담당했다. 1857년 번의 귀국명령을 받았으나 거부하고 탈번했다. 58년에는 막부의 대포 제작을 지도했다. 1861년 가쓰 가이슈의 추천으로 반쇼시라베쇼에서 일했다. 역시 대포, 총, 화약 제조를 지도했다. .
1865년 제련소, 정련방을 화학소, 화학방으로 이름을 바꿀것을 제안하여 채택되었다. '화학'이라는 단어가 공식적으로 사용된 최초의 사례이다. 네덜란드어 nds:Chemie 영어 en:Chemistry는 사밀(舎密)로 번역된 상태였지만 화학이라는 번역어가 보급되기 시작되었다. 화학이라는 말은 카와모토 코민의 역서「화학신서」(1860)에서 처음 사용되었다.
2차 조슈 정벌때 척추를 다쳐 요양하던 중 메이지 유신을 맞았다. 건강이 나빠 이시구로 다다노리에게 사후 해부용으로 써달라는 부탁까지 할 정도였으나 1869년 회복해 가이세이 학교 교사로 일하기 시작했고 大澤貞와 결혼했다.
후쿠자와 유키치의 소개로 交詢社에 들어갔다. 1872년 공부성 기사가 되었다. 철도 및 항만 건설에 필요한 시멘트의 국산화에 노력해 관영 시멘트 제조소를 건설했고 포틀랜드 시멘트의 국산화에 성공했다. 1879년 銀座煉瓦街에 있던 집과 토지를 기부했다.. 1882년 6월 공부성 기사장이 되었고 2회의 유럽출장을 다녀왔다. 1884년 폐병 치료를 위해 공직을 사임하고 민간에서 일했다. 공부성 대신이던 이토 히로부미에게 사표를 냈을 때 이토가 몇달만 쉬면 연금이 나온다고 했는데도 바로 사직을 요구했다. .
1881년 일본 최초로 생명보험에 가입하여 메이지생명에 1호 보험증서가 보관되어있다. 우쓰노미야는 곧 폐병에 걸려 자신이 죽으면 보험사가 2천엔의 손실을 입을것 같아 할부금을 지불하지 않고 계약을 파기하려했다. 친척이 할부금을 계속 지불하는 것을 알게되어 자신이 30년치 보험료를 선납했다.
일본 화학공업의 선구자로 시멘트 외에 탄산 나트륨, 내화벽돌의 국산화 등에 기여했다. 양조법 특허를 내어 1895년 神谷伝兵衛와 함께 주류양조연구소를 세웠다.
만년에 아키야마 사네유키에게 고슈류 군사학을 가르쳤다. 1901년 11월 11일 욱일장을 받았다. 1902년 사망했고 묘소는 현 도요타시에 있다. 스스로 관에 시신 부패방지 처리를 한 뒤 그 관에 들어가 幸福寺에 묻혔다.
아명은 神谷伝兵衛, 15세경엔 宇都宮小金次, 탈번후엔 宇都宮鉱之進（俗名）、義綱（本名）를 썼고 우쓰노미야 사부로라는 이름은 메이지 유신 이후에 사용했다.
와타나베 준이치는 白き旅立ち에서 일본 최초의 사체기부자 여성인 美幾와 우쓰노미야 사부로를 소설로 묘사했다.